# Bing Maps
Bing Maps (tidigare Live Search Maps, Windows Live Maps och Windows Live Local) är en webbläsarbaserad, gratis virtuell jordglob som bland annat visar kartor, satellitbilder och flygfoton över stora delar av planeten. Bing Maps använder sig av Microsoft Virtual Earths struktur, men behöver till skillnad inte installeras. 
Bing Maps är en del av Bings alla specifika söktjänster.